# Rotkreuzplatz (metropolitana di Monaco di Baviera)
Rotkreuzplatz (in italiano piazza della croce rossa) è una stazione della metropolitana di Monaco di Baviera inaugurata nel 1983.
È servita dalla Linea U1.
Linee per Rotkreuzplatz:
- U1 Olympiaeinkaufszentrum <> Mangfallplatz
- Tram 12 Romanplatz <> Scheidplatz